# Javier de Viana (Uruguai)
Javier de Viana és una localitat de l'Uruguai, ubicada al departament d'Artigas. Es troba sobre la ruta 30, 33 quilòmetres a l'oest de la ciutat d'Artigas i 1,5 quilòmetres al nord-est del rierol Tres Cruces.
Aquesta localitat rep el seu nom en homenatge a l'escriptor uruguaià Javier de Viana.

## Població
Segons les dades del cens de 2004, Javier de Viana tenia una població aproximada de 206 habitants.
| Any  | Població |
| ---- | -------- |
| 1963 | 318      |
| 1975 | 283      |
| 1985 | 261      |
| 1996 | 225      |
| 2004 | 206      |
| 2011 | 140      |